# Ziordia
Ziordia är en kommun i Spanien.   Den ligger i provinsen Provincia de Navarra och regionen Navarra, i den norra delen av landet, 300 km norr om huvudstaden Madrid. Antalet invånare är 394. Arean är 14,2 kvadratkilometer.
Terrängen i Ziordia är huvudsakligen kuperad, men den allra närmaste omgivningen är platt.